# Lady Pank
Lady Pank — польская рок-группа, созданная в 1981 году во Вроцлаве Яном Борисевичем и Анджеем Могельницким. Название происходит от первой песни группы — «Mała Lady Punk».
Lady Pank записали более 20 альбомов, ряд из которых был сертифицирован золотыми и платиновыми дискам, и десятки синглов, наиболее известные из которых: «Tańcz głupia, tańcz», «Mniej niż zero», «Wciąż bardziej obcy», «Kryzysowa narzeczona», «Zamki na piasku», «Vademecum skauta», «Tacy sami», «Zostawcie Titanica», «Mała wojna», «Zawsze tam gdzie ty», «Na co komu dziś», «Znowu pada deszcz», «Na granicy», «Stacja Warszawa», «Strach się bać», «Dobra konstelacja».

## История
Стабильный состав группы был сформирован в 1982 году, а к концу 1983-го коллектив уже давал свыше 360 концертов. В последующие три года Lady Pank посетили с выступлениями Великобританию, Советский Союз, Соединённые Штаты, Финляндию, Францию, Японию и другие страны. В конце 80-х коллектив постигли творческий кризис и частая смена состава музыкантов, вследствие чего в 1991 году Lady Pank были расформированы. Группа была реорганизована в 1994-м и продолжает работу вплоть до настоящего времени. В 2012 году состоялся концерт, посвящённый 30-летию Lady Pank.

## Дискография
| Студийные альбомы - Lady Pank (1983) - Ohyda (1984) - Drop Everything (1985) - LP 3 (1986) - O dwóch takich, co ukradli księżyc (1986) - O dwóch takich, co ukradli księżyc cz. 2 (1988) - Tacy sami (1988) - Zawsze tam, gdzie ty (1990) - Na na (1994) - Międzyzdroje (1996) - Zimowe graffiti (1996) - W transie (1997) - Łowcy głów (1998) - Nasza reputacja (2000) - Teraz (2004) - Strach się bać (2007) - Maraton (2011) | Концертные альбомы - Mała wojna — akustycznie (1995) - Koncertowa (1999) - Trójka Live! (2008) - Symfonicznie (2012) Сборники - The Best of Lady Pank (1990) - Lady Pank '81-'85 (1992) - Ballady (1995) - Gold (1995) - Złote przeboje (2000) - Besta besta (2002) - The Best — Zamki na piasku (2004) - Lady Pank — Box 13 CD (2007) - Gwiazdy polskiej muzyki lat 80. (2007) - Gwiazdy polskiej muzyki lat 80. — Vol. 2 (2007) - Lady Pank — Polski Rock (2010) |

## Участники
| Современный состав - Ян Борисевич — соло-гитара/вокал - Януш Панасевич — вокал - Якуб Яблонский — барабаны - Кшиштоф Келишкевич — бас-гитара - Михал Ситарский — гитара | Первоначальный состав - Ян Борисевич — соло- гитара - Януш Панасевич — вокал - Павел Мсциславский — бас-гитара - Эдмунд Стасяк — гитара - Ярослав Шляговский — барабаны |